# Iossif Dorfman
Iossif (Josif) Davidovich Dorfman (em russo: Иосиф Давидовичnascido Дорфман; nascido em 1 de maio de 1952,  em Zhitomir) é um grande mestre, treinador, e autor de livros de xadrez franco-soviético.

## Resultados em competições
Dorfman jogou em vários campeonatos da URSS. Em 1975, ele ficou em décimo terceiro em Yerevan (Tigran Petrosian foi o campeão). Em 1976, ele terminou em quinto lugar em Moscou  com Anatoly Karpov vencendo. Uma das suas vitórias mais marcantes ocorreu na qualificação para este campeonato, no torneio da Primeira Liga de 1976, onde terminou com 1½ pontos de vantagem (+6 = 11). Em 1977, ele foi campeão soviético, dividindo o título com Boris Gulko (ambos com +4 = 11, à frente de Petrosian, Polugaevsky e Tal). O match de desempate entre os dois ficou empatado (+1 –1 = 4). Em 1978, Dorfman dividiu o décimo terceiro lugar em Tbilisi, com Tal sendo o campeão. Em 1981, ele empatou em 8-9º em Frunze ; Lev Psakhis e Garry Kasparov venceram). Em 1984, ele ficou em 12º em Lvov (Andrei Sokolov venceu).
Em torneios internacionais, Dorfman empatou em segundo lugar em Pécs 1976; terminou em segundo com Smyslov em São Paulo em 1978; empatou em segundo em Polanica Zdrój em 1978, meio ponto atrás de Mikhail Tseitlin; 1º/3º em Djakarta 1979, 3ª-5ª em Manila 1979. Ele venceu em Zamardi 1980. Ele foi campeão em Varsóvia em 1983 (+6, = 8), foi o primeiro em Lvov 1984, primeiro em Moscou 1985 e o 5º em Minsk 1986.
Em 1998, Dorfman venceu o Campeonato Francês de Xadrez em Méribel. Dois anos depois, ele foi vice-campeão, perdendo para seu ex-aluno, Étienne Bacrot.
Ele jogou pela França em três Olimpíadas de Xadrez .
Dorfman recebeu o título de Mestre Internacional em 1977 e o de Grande Mestre em 1978.

## Treinador
Ele atuou como um dos segundos de Garry Kasparov em seus quatro matches pelo Campeonato Mundial contra Anatoly Karpov. Mais tarde Dorfman mudou-se para a França onde treinou o jogador francês Étienne Bacrot desde os nove anos de idade até ele atingir o nível de Grande Mestre.
Em 2004, Dorfman recebeu o título de Treinador Sênior da FIDE .

## Livros publicados
- Dorfman, Iossif (2001). The Method in Chess. [S.l.]: Sarl Game Mind. ISBN 978-2957289028